# Kusowo (województwo pomorskie)
Kusowo (kaszb. Kùsowò, niem. Kussow) – osada w Polsce położone w województwie pomorskim, w powiecie słupskim, w gminie Redzikowo.
Od 1357 jako wieś folwarczna, której właścicielem jest ówczesny biskup diecezji pomorskiej, który oddał ją w lenno Hensekenowi Zitzewitzowi. 
W roku 1784 znajdował się folwark, piec wapienny, 3 pełnorolnych chłopów, jeden zagrodnik- łącznie 10 ognisk domowych. 
Od końca wieku XIX, aż do zniszczenia w 1945 Kusowo słynęło z pięknego parku krajobrazowego wraz ze stawami, tuż przy pałacu. 
W 1947 majątek od Rosjan został przejęty przez PGR.  
W latach 1975–1998 miejscowość administracyjnie należała do województwa słupskiego.

## Nazwa
Nazwa, wzmiankowana po raz pierwszy w 1315, ma genezę słowiańską. Co do jej charakteru wysunięto następujące hipotezy etymologiczne:
- nazwa dzierżawcza wyprowadzona od nazwy osobowej Kos z formantem -owo[8],
- nazwa topograficzna wyprowadzona od nazwy pospolitej kos z formantem -owo[8].

Niemiecka nazwa Kussow jest adaptacją fonetyczną pierwotnej nazwy słowiańskiej, a współczesna nazwa polska Kusowo w miejsce oczekiwanej *Kosowo – wynikiem niedokładnej resubstytucji nazwy niemieckiej.
Rada Języka Kaszubskiego proponuje kaszubską formę Kùsowò.